# كتاب وحدي مع الايام
كتاب وحدي مع الأيام، هو مجموعة شعرية للكاتبة الفلسطينيّة فدوى طوقان. لغة الكتاب هي العربيّة، تاريخ إصداره 1 يناير 1952، دار النّشر مكتبة مصر، يحتوي على 140 صفحة.
 يرتكز النّصّ الشعريّ في "وحدي مع الأيام " للشاعرة فدوى طوقان على التداعيات الشعرية و التحديد، ليحضر فيه الوطن، والغربة، والليل، والطبيعة، وكل ما يعج به عالم الشاعرة كامرأة حالمة، وكذلك يمثل الحياة في حركتها الدائمة.

### مميّزات الكتاب
تتميز الشعرية في هذا الكتاب بعمق المشاعر والتأملات الفلسفية والتعبير عن الحب  والوحدة والألم . يتناول الكتاب مجموعة متنوعة من المواضيع التي تمس الإنسانية بشكل عام،  والمرأة بشكل خاص، مما يجعلها قريبة ومألوفة للقارئ.